# Adam Stanisław Szydłowski
Adam Stanisław Szydłowski (ur. 13 listopada 1966 w Radomiu) – regionalista, społecznik, pasjonat i badacz kultury żydowskiej. polski samorządowiec.  Od 2018 roku etatowy członek zarządu powiatu będzińskiego dyrektor Fundacji im. Rutki Laskier w Będzinie.

## Życiorys
Był redaktorem naczelnym: gazety Kocioł w latach 1991—1993, Aktualności Będzińskie 2003—2005, od 2011 roku Gazety Miejskiej Plus Minus. Współtworzący gazetę Nasze Sprawy Obywatelskie, Autor tekstów o historii regionu publikowanych między innymi w Wiadomości Zagłębia.
Dzięki pomocy Adama Szydłowskiego ujawniony i opublikowany został pamiętnik Rutki Laskier, wydany obecnie w trzech nakładach, w dwudziestu trzech językach.   
Organizator Dni Kultury Żydowskiej w Będzinie w latach 2003—2017. Inicjator i twórca inscenizacji Pierwsze dni wojny w  2009r. oraz  Ostatnie dni getta, Będzin 1943 która odbyła się 11 września 2010 r. pod patronatem ambasadora państwa Izrael i Prezydenta Miasta Będzina. Odkrywca Domu Modlitwy Mizrachii, Domu Modlitwy Cukermana oraz Domu Modlitwy przy ulicy Modrzejowskiej 60. Pomysłodawca i menadżer Muzeum Cafe Jerozolima 1939. Odkrywca ponad 1000 macew ze zniszczonego cmentarza będzińskiego przy ulicy Zagórskiej. Pomysłodawca Pomnika na placu Bohaterów Getta w Będzinie. Inicjator reaktywacji przedwojennego Klubu Sportowego Ż.T.G.S. Hakoach Będzin oraz organizator meczu drużyn Hakoach Będzin i Sarmacji Będzin.
Uczestniczył w powstawaniu filmów historycznych: z 2009 roku stacji BBC: The Secret Diare of Holokaust, stacji ZDF Winter 42/43 dla wytwórni niemieckiej ARD, oraz przy płycie Zbigniewa Preisnera - Diaries of Hope. Współautor wystawy w Muzeum Zagłębia w Będzinie - Będzińskie Judaica, w Muzeum w Sosnowcu – Różne światy jedna historia. Dzieje ludności żydowskiej w Zagłębiu Dąbrowskim (2016),  w Muzeum w Sosnowcu —Sosnowieccy Żydzi - Historia przerwana (2023). 
W 2010 z powodzeniem kandydował do rady powiatu będzińskiego. W wyborach samorządowych w 2018 roku został znowu wybrany radnym powiatu będzińskiego,  a następnie został mianowany etatowym członkiem Zarządu Powiatu Będzińskiego. W wyborach samorządowych w 2024 roku, bez powodzenia ubiegał się o mandat prezydenta Będzina, oraz o mandat radnego, z list własnego komitetu wyborczego - KWW Wspólnie zmieniajmy Będzin.

## Publikacje
Autor:
- „Wymłodziny czyli takie sobie kochanie”(2003 r.),
- „Synagoga Mizrachi”(2005 r.)[35]
- „Będzin” (2008 r.)[36]
- „50 Twarzy” (2016r)
- Moja Środula (2024)[3]

Redaktor:
- współpraca redakcyjna – „Żydzi w Zagłębiu Dąbrowskim (2004 r.)[37]
- „Szkoła Śpiewa” (2008 r.)[38],
- „Rutka Laskier – Pamiętnik" (2006 r.  i 2010 r.)[39][40],
- „Będzin – Miasto Judenfrei” (2008 r.),
- „Pierwsze dni wojny” (2014 r.)[4],
- Alina Jarvin Potok - „Cuda się zdarzają”  - „Mirracles do Happen The Alina Jarvin Potok Story” (2016 r.),
- Zygmunt Baum – "Szmoncesy" (2017 r.),
- „Czarno Biały”(2018 r.),
- „Ja Robot” (2019 r.),
- „Wazelina– Poradnik Działacza Partyjnego" (2023),
- Alfred Rossner – "Sprawiedliwy" (2023 r.)

## Nagrody
Wyróżniony nagrodą Prezydenta Miasta Będzina (2006), Nagrodą Starosty Będzińskiego (2009) za osiągnięcia  w dziedzinie twórczości artystycznej, upowszechniania i ochrony kultury, nagrodą Prezydenta Miasta Będzina za całokształt (2017), nagrodą Festiwalu Kultury Żydowskiej w Krakowie Muzeum Galicja – Chroniąc Pamięć (2017) oraz nagrodą przyznaną przez Holokaust Education Continuity Project Manhattan College, New York (2017)